# Żuraw biały
Żuraw biały, żuraw syberyjski, żuraw śnieżny (Leucogeranus leucogeranus) – gatunek dużego, wędrownego ptaka z rodziny żurawi (Gruidae). Jest krytycznie zagrożony wyginięciem.

## Systematyka
Jedyny przedstawiciel rodzaju Leucogeranus. Nie wyróżnia się podgatunków.

## Charakterystyka

### Morfologia
Wygląd zewnętrzny:
Upierzenie śnieżnobiałe poza czerwoną skórą na przedniej części głowy. Dziób czarny. Nogi, podobnie jak głowa barwy czerwonej, jednak nieco bardziej jasnej. Długie nogi i szyja zapewniają ptakowi szerokie pole widzenia. Samiec jest nieco większy niż samica.
Rozmiary: 
Długość ciała: 125–140 cm, rozpiętość skrzydeł: 210–260 cm
Masa ciała:
4,9–8,6 kg

## Występowanie
Środowisko
Zarówno podczas okresu zimowania, jak i gniazdowania zamieszkuje podmokłe tereny bagienne.
Zasięg występowania
Gniazduje w arktycznej części Rosji – w Jakucji (na terenie Parku Narodowego „Kytałyk”) i zachodniej Syberii. Wschodnie populacje zimują na rzece Jangcy oraz na jeziorze Poyang Hu w Chinach. Centralna populacja zimowała w Parku Narodowym Keoladeo w Indiach, jednak od 2002 roku nie odnotowano tam żadnych stwierdzeń tego ptaka i prawdopodobnie populacja ta wymarła. Natomiast zachodnia populacja zimuje w Isfahanie oraz Fereidoonkenarze w Iranie.

## Pożywienie
Głównie ryby, płazy, małe gryzonie, czasami także większe owady.

## Status i ochrona
Międzynarodowa Unia Ochrony Przyrody (IUCN) od 2000 roku uznaje żurawia białego za krytycznie zagrożony wyginięciem (CR – Critically Endangered); wcześniej, od 1994 roku klasyfikowano go jako gatunek zagrożony (EN – Endangered). Liczebność światowej populacji w oparciu o liczenia na zimowiskach z lat 2008, 2011 i 2012 szacuje się na 3500–4000 osobników, z tym że populacja zachodnia jest na skraju wymarcia i należą do niej pojedyncze osobniki. Globalny trend liczebności populacji jest silnie spadkowy.